# Südpazifische Zyklonsaison 2014–2015
Die Südpazifische Zyklonsaison 2014–2015 ist der Zeitraum der Jahre 2014 und 2015, in dem sich im Südpazifik östlich von 160° östlicher Länge die meisten tropischen Wirbelstürme bilden. Die Saison startete offiziell am 1. November 2014 und wird am 30. April 2015 enden. Zur Saison gehören jedoch alle tropischen Wirbelstürme, die sich im tropischen Zyklonjahr der Südhalbkugel zwischen dem 1. Juli 2014 und dem 30. Juni 2015 bilden.
Innerhalb des südpazifischen Beckens werden tropische Zyklone vom Regional Specialized Meteorological Centre (RSMC) überwacht, mit dessen Aufgaben der Fiji Meteorological Service in Nadi, Fidschi und durch ein Tropical Cyclone Warning Center (TCWC) in Wellington, das Meteorological Service of New Zealand betreibt. Das RSMC Nadi vergibt für alle Systeme, die innerhalb des Südpazifiks entstehen oder in dieses Gebiet ziehen, eine Bezeichnung, die aus dem Buchstaben F und einer laufenden zweistelligen Nummer besteht. Das Joint Typhoon Warning Center (JTWC) der Vereinigten Staaten gibt im Südpazifik inoffizielle Sturmwarnungen aus; dabei werden Stürme mit dem Buchstaben P und einer zweistelligen Zahl identifiziert. Die Sturmwarnungen des JTWC richten sich primär an militärische Einrichtungen der Vereinigten Staaten. Das RSMC Nadi und das TCWC Wellington wenden die australische Skala an, der andauernde zehnminütige Windgeschwindigkeiten zugrunde liegen, während das JTWC einminütige Windgeschwindigkeiten und die Saffir-Simpson-Hurrikan-Windskala verwendet.

## Saisonprognosen
Vor Beginn der Zyklonsaison arbeiteten das RSMC Nadi, das TCWC Wellington, das Bureau of Meteorology (BoM), das neuseeländische National Institute of Water and Atmospheric Research (NIWA) und verschiedene andere meteorologische Dienste im Südpazifik zusammen, um im Oktober 2014 Prognosen über den Verlauf der bevorstehenden Zyklonsaison in der südpazifischen Inselwelt zu erstellen. In den Prognosen wurden die derzeitigen neutralen Bedingungen der El Niño-Southern Oscillation im Pazifikraum und analoge Saisons mit anfänglich neutralen ENSO-Bedingungen und einem beginnenden El Niño im Laufe der Saison in Betracht gezogen. Die Prognose geht von einer nahezu durchschnittlichen Zahl tropischer Zyklone während der Zyklonsaison 2014–2015 aus. Demnach bilden sich zwischen 135° östlicher Länge und 120° westlicher Länge 8–12 Zyklone, während sich durchschnittlich 10 Zyklone bilden. Mindestens vier dieser Zyklone werden sich in einen Kategorie-3-Zyklon und somit in einen schweren tropischen Zyklon intensivieren. Das RSMC Nadi und das BoM gaben außerdem eigene Vorhersagen für die Südpazifikregion heraus.
Das BoM sagte für die Region als Ganzes einen fast durchschnittlichen Saisonverlauf voraus, wobei die Wahrscheinlichkeit für einen überdurchschnittlichen Verlauf bei 55 % liegt. Der Westteil der Region hat nach der Prognose eine Chance von 39 % auf einen überdurchschnittlichen Verlauf, während im östlichen Teil der Region die Wahrscheinlichkeit für einen überdurchschnittlichen Saisonverlauf bei 55 % liegt. Die Prognose des RSMC Nadi sagte 6–10 tropische Zyklone in seinem Zuständigkeitsgebiet voraus, gegenüber dem Durchschnittswert von 8,5 Zyklonen pro Jahr. Mindestens zwei davon erwartet das RSMC Nadi als schwere tropische Zyklone, und bei mindestens einem davon rechnet die Prognose mit einer Intensivierung in die Kategorien 4 oder 5. Außerdem gab das RSMC an, dass es die Zyklogenese während der Saison hauptsächlich in der Nähe und östlich der Internationalen Datumsgrenze erwartet.
Sowohl die gemeinschaftliche Prognose als auch die Vorhersage des RSMC Nadi bewerteten das Risiko, dass ein tropischer Zyklon eine bestimmte Insel oder ein bestimmtes Gebiet treffen würde. Da man das Hauptentstehungsgebiet in der Nähe und östlich der Datumsgrenze erwartete, wurde für das dortige Gebiet mit einer normalen oder leicht erhöhten Aktivität gerechnet. Für Vanuatu und Neukaledonien ging die Prognose von einer geringeren Wahrscheinlichkeit aus, von mehreren tropischen Wirbelstürmen getroffen zu werden. Allgemein wurden für die nördlichen Cookinseln, Fidschi, Papua-Neuguinea, Tonga, Wallis und Futuna, die Salomonen, die neuseeländische Nordinsel und die Gesellschaftsinseln eine normale Wahrscheinlichkeit vorhergesagt, von einem Zyklon getroffen zu werden. Die Prognose enthielt auch die Vorhersage eines erhöhten Risikos für Niue, Samoa, Tokelau, Tuvalu und die südlichen Cookinseln, während für den Tuamotu-Archipel, die Marquesas-Inseln, Kiribati und die Pitcairninseln die Chance eines tropischen Zyklons als gering bewertet wurde. Die Vorhersage des RSMC Nadi sagte ein hohes Risiko für Wallis und Futuna, Tuvalu, Samoa, Niue, Tonga, Vanuatu, die südlichen Cookinseln und die Salomonen vorher, von einem tropischen Zyklon getroffen zu werden. Für Fidschi, Französisch-Polynesien, Neukaledonien und die nördlichen Cookinseln bewertete das RSMC die Chancen eines Treffers mäßig und für Kiribati gering. Das RSMC Nadi sagte außerdem im Vergleich zur vorherigen Saison ein erhöhtes Risiko von schweren tropischen Zyklonen in der Region voraus. Diese Möglichkeit sei hoch für Tuvalu, Samoa, Niue, Tonga, die südlichen Cookinseln, Vanuatu und die Salomonen, mäßig für Fidschi, Neukaledonien, die nördlichen Cookinseln sowie Französisch-Polynesien und gering für Kiribati, Tokelau sowie Wallis und Futuna.

## Stürme

### Tropische Depression 01F
Am Morgen des 21. November meldete das RSMC Nadi, dass sich etwa 375 km nordnordwestlich von Mata-Utu, Wallis und Futuna die erste tropische Störung der Saison gebildet hat.

### Tropische Störung 02F
Am Abend des 16. Dezember begann das RSMC Nadi mit der Beobachtung der zweiten tropischen Störung der Saison, die sich etwa 360 km nordöstlich von Niue befand. Das System wurde am nächsten Tag vom RSMC Nadi als extratropisches System eingestuft.

### Tropische Depression 03F
Am Abend des 20. Dezember bildete sich laut dem RSMC Nadi etwa 200 km nordöstlich von Apia, Samoa die dritte tropische Störung der Saison.

### Tropische Depression 04F
Früh am 21. Dezember meldete das RSMC Nadi die Bildung einer weiteren tropischen Störung, die sich etwa 895 km westnordwestlich von Papeete, Französisch-Polynesien befand.

### Tropischer Zyklon Niko
Am 19. Januar meldete RSMC Nadi, dass sich die tropische Störung 06F vom Nordosten her in Richtung Papeete auf Tahiti bewegte. Das System lag unter einem Hochdruckgebiet, das die Entwicklung eines Zyklons begünstigte. Die atmosphärischen Konvektionsströmungen um das System konsolidierten das Zirkulationszentrum im Verlauf des nächsten Tages, sodass am Nachmittag des 20. Januar das JTWC eine Warnung herausgab und dem System die Bezeichnung 07P gab. RSMC Nadi stellte später fest, dass sich das System zu einem tropischen Zyklon der Kategorie 1 entwickelt hatte und gab ihm den Namen Niko. Mit einer Zuggeschwindigkeit von rund 18 km/h wanderte der Zyklon hart östlich der Insel Tahiti südwärts. Während der nächsten beiden Tage wurde der Zyklon allmählich stärker und entwickelte sich in den Morgenstunden des 22. Januar zu einem tropischen Zyklon der Kategorie 2. Die Auswirkungen des Tropensturms bekam Französisch-Polynesien zwischen 22. Januar abends und 23. Januar vormittags Weltzeit mit sintflutartigem Regenfällen und Sturmböen bis zu 130 km/h zu spüren. Fünf bis sechs Meter hohe Wellen drohten die Küstenregion zu fluten. Am 25. Januar verließ der Zyklon endgültig die tropischen Breiten.

### Tropische Störung 08F
Spät am 27. Januar meldete das RSMC Nadi die Bildung der Tropischen Störung 08F, etwa 275 km südöstlich von Apia, Samoa.

### Schwerer Tropischer Zyklon Ola
Am 29. Januar berichtete das RSMC Nadi, dass die Tropische Störung 09F aus der australischen Region nordwestlich von Neukaledonien in ihren Verantwortungsbereich gelangt war. Das System zog zunächst ost-nordostwärts und lag in einer Umgebung mit geringer vertikaler Windscherung unter einem Höhenhochdruckrücken. Im Laufe des 30. Januar begann das JTWC mit Warnungen zu dem Sturm und wies die Bezeichnung 10P zu. RSMC Nadi stellte schließlich fest, dass das System die Kategorie 1 der australischen Zyklonskala erreicht hat und vergab in der Folge den Namen Ola. Während der beiden folgenden Tage intensivierte sich das System weiter und erreichte die Kategorie 3 und war somit ein schwerer tropischer Sturm. Ola zog weiter südwärts und begann mit der Transition in einen außertropischen Sturm. Dieser Vorgang war am 3. Februar abgeschlossen.

### Tropische Störung 10F
Am 2. Februar berichtete das RSMC Nadi, dass sich etwa 680 km nordöstlich von Suva, Fidschi die Tropische Störung 10F gebildet hat. Im Laufe des folgenden Tages zog das System südostwärts in ein Gebiet mit geringer bis mäßiger Windscherung, und am 4. Februar wurde das System, nachdem das bodennahe Zirkulationszentrum freigestellt wurde, das letzte Mal in einer amtlichen Zusammenfassung genannt.

### Schwerer Tropischer Zyklon Pam
Am 6. März bildete sich 1140 km nordwestlich von Fidschi eine tropische Störung, die sich in der Folgezeit östlich der Salomonen südwärts verlagerte und sich am 8. März erst zu einem tropischen Tief und nach weiterer Organisation am Abend desselben Tages zu einem tropischen Zyklon intensivierte. In der Folgezeit zog der Zyklon weiter Richtung Süden und verstärkte sich hierbei. Am Abend des 10. März wurde er mit der Stufe 3 klassifiziert, was einem schweren tropischen Zyklon entspricht. Am 11. März wurde erstmals sein Auge erkennbar. Pam blieb nahezu östlich der Santa-Cruz-Inseln quasistationär und reifte in seiner Entwicklung auf die höchste Stufe 5. Am 13. März näherte sich Pam Vanuatu. Am Morgen des 14. März (Ortszeit) zog Pam dicht östlich der Insel Efate mit Böen von über 250 km/h vorbei. Pam schwächte sich auf der weiteren Zugbahn Richtung Neuseeland ab.

Besonders schwere Verwüstungen richtete der Zyklon auf der Inselkette Neue Hebriden (Vanuatu), aber auch in Tuvalu an. In beiden Staaten riefen die Regierungen den nationalen Notstand aus. In Vanuatu wurden große Teile der Infrastruktur beschädigt oder zerstört. Dort sind mehrere Menschen umgekommen. Aus Tuvalu wurden schwere Überschwemmungen berichtet. Australien und Neuseeland begannen mit Hilfslieferungen. Das Auswärtige Amt stellte rund 240.000 Euro für Soforthilfemaßnahmen auf den betroffenen Inseln der Region zur Verfügung. Umgesetzt wurden die Maßnahmen durch die Deutsche Gesellschaft für Internationale Zusammenarbeit.

## Sturmnamen
Wenn innerhalb des Südpazifiks eine tropische Depression sich soweit verstärkt hat, dass die andauernden zehnminütigen Windgeschwindigkeiten mindestens 65 km/h betragen und diese Windgeschwindigkeiten das Zentrum mindestens zur Hälfte umgeben, werden diesen Stürmen Namen gegeben. Intensivieren sich diese Stürme zwischen dem Äquator und 25° S und dabei zwischen 160° O und 120° W, so werden diese vom Regional Specialized Meteorological Center in Nadi (RSMC Nadi) benannt. Intensiviert sich das System südlich von 25° S, so vergibt den Namen in Absprache mit dem RSMC Nadi das Tropical Cyclone Warning Center (TCWC Wellington) in Wellington, Neuseeland. Systeme, die aus dem Südpazifik in die australische Region wechseln oder von dort herüberziehen, behalten ihren ursprünglichen Namen. Die folgenden Namen wurden für benannte Stürme benutzt:
Niko, Ola, Pam

## Belege
1. 1 2  Tropical Cyclone Operational Plan for the South Pacific and South-East Indian Ocean. (PDF; 860 kB) In: RA V Tropical Cyclone Committee. World Meteorological Organization, archiviert vom Original; abgerufen am 29. Dezember 2013 (englisch).
2. 1 2  RSMC Nadi: Tropical Cyclone Guidance for Season 2010/11 for the Fiji and the Southwest Pacific. Fiji Meteorological Service, 27. Oktober 2010, archiviert vom Original; abgerufen am 13. November 2014 (englisch).
3. 1 2 3 4 5  RSMC Nadi: 2014/15 Tropical Cyclone Season Outlook in the Regional Specialised Meteorological Centre Nadi – Tropical Cyclone Centre Area of Responsibility. Fiji Meteorological Service, 15. Oktober 2014, archiviert vom Original am 6. November 2014; abgerufen am 13. November 2014 (englisch).
4. 1 2 3 4 5  Southwest Pacific Tropical Cyclone Outlook. National Institute of Water and Atmospheric Research, 15. Oktober 2014, abgerufen am 13. November 2014 (englisch).
5. 1 2 3  2014–15 South Pacific Tropical Cyclone Outlook. Bureau of Meteorology, 13. Oktober 2014, archiviert vom Original; abgerufen am 13. November 2014 (englisch).
6. 1 2  RSMC Nadi: Moderate Chances For Tropical Cyclones This Season in Fiji. Fiji Meteorological Service, 24. Oktober 2014, archiviert vom Original am 6. November 2014; abgerufen am 13. November 2014 (englisch).
7. ↑  RSMC Nadi: Tropical Disturbance Summary – November 21, 2014 0600 UTC. Fiji Meteorological Service, 21. November 2014, archiviert vom Original; abgerufen am 22. November 2014 (englisch).
8. ↑  RSMC Nadi – Tropical Cyclone Centre: Tropical Disturbance Summary December 17, 2014 09z. Fiji Meteorological Service, 16. Dezember 2014, abgerufen am 25. Dezember 2014 (englisch).
9. ↑  RSMC Nadi – Tropical Cyclone Centre: Tropical Disturbance Summary December 17, 2014 06z. Fiji Meteorological Service, 17. Dezember 2014, abgerufen am 17. Dezember 2014 (englisch).
10. ↑  Joint Typhoon Warning Center: Significant Tropical Weather Outlook for the Western and South Pacific Ocean January 20, 2015 12z. United States Navy, United States Air Force, 20. Januar 2015, archiviert vom Original am 5. März 2010; abgerufen am 21. Januar 2015 (englisch).  Info: Der Archivlink wurde automatisch eingesetzt und noch nicht geprüft. Bitte prüfe Original- und Archivlink gemäß Anleitung und entferne dann diesen Hinweis.
11. ↑  Niko ne devrait pas atteindre le stade de cyclone. Meteo France vom 21. Januar 2015, abgerufen am 31. Dezember 2015
12. ↑  Udo Baum: Wetter: Tropenzyklon Niko erfasst Tahiti. 22. Januar 2016, archiviert vom Original; abgerufen am 31. Dezember 2015.
13. ↑  RSMC Nadi – Tropical Cyclone Centre: Tropical Disturbance Summary January 27, 2015 23z. Fiji Meteorological Service, 27. Januar 2015, abgerufen am 30. Januar 2015 (englisch).
14. 1 2  RSMC Nadi — Tropical Cyclone Centre: Tropical Disturbance Advisory January 29, 2015 12z. Fiji Meteorological Service, 29. Januar 2015, abgerufen am 29. Januar 2015 (englisch).
15. ↑  RSMC Nadi — Tropical Cyclone Centre: Tropical Disturbance Summary February 2, 2015 06z. Fiji Meteorological Service, 2. Februar 2015, abgerufen am 12. Februar 2015 (englisch).
16. ↑  RSMC Nadi — Tropical Cyclone Centre: Tropical Disturbance Summary February 4, 2015 00z. Fiji Meteorological Service, 4. Februar 2015, abgerufen am 12. Februar 2015 (englisch).
17. ↑  Nadi Regional Specialized Meteorological Center: "Tropical Disturbance Summary March 6, 2015 09z". Archiviert vom Original; abgerufen am 6. März 2015 (englisch)., abgerufen am 16. März 2015.
18. ↑  Tropical Disturbance Advisory Number A9. Nadi Regional Specialized Meteorological Center, 8. März 2015, archiviert vom Original; abgerufen am 8. März 2015 (englisch).
19. ↑  Nadi Regional Specialized Meteorological Center: "Hurricane Warning 020" (Memento vom 11. März 2015 auf WebCite), abgerufen am 16. März 2015.
20. ↑  Nadi Regional Specialized Meteorological Center: "Tropical Disturbance Advisory Number A16" (Memento vom 9. März 2015 auf WebCite), abgerufen am 16. März 2015.
21. ↑  Nadi Regional Specialized Meteorological Center: "Tropical Disturbance Advisory Number A22" (Memento vom 15. März 2015 auf WebCite), abgerufen am 16. März 2015.
22. ↑  Nadi Regional Specialized Meteorological Center: "Tropical Disturbance Advisory Number A25" (Memento vom 15. März 2015 auf WebCite), abgerufen am 16. März 2015.
23. ↑  Christine Oelrich: Ganze Dörfer wurden weggeblasen. Hannoversche Allgemeine Zeitung, 15. März 2015, archiviert vom Original; abgerufen am 15. März 2015.
24. ↑  Hilfe für Opfer des Zyklons "Pam" auf Vanuatu. In: Auswärtiges Amt. Ehemals im Original (nicht mehr online verfügbar); abgerufen am 28. Februar 2018. (Seite nicht mehr abrufbar. Suche in Webarchiven)